# Aglaodina lasia
Aglaodina lasia là một loài tò vò trong họ Ichneumonidae.